# Бели Рус
Бели Рус је коктел који се прави од вотке, ликера од кафе (нпр. Калуе, или Тија Марије) и слатке павлаке или млека.
Служи се с ледом у старомодној чаши.

## Историја
Популарност овог коктела нагло је порасла по изласку филма Велики Лебовски 1998. године. Током целог филма, појављује се као напитак по избору главног лика, Џефрија Лебовског. У више наврата, он овај коктел назива „белцем” (енг. Caucasian).

## Припрема
Припрема се тако што се у чашу улије прво вотка, па ликер (у међусобном односу 1 : 1) и на крају мало павлаке или млека. Вотка се може претходно држати у фрижидеру, чиме ће бити потребно мање леда.
Као у случају свих коктела, постоје различити начини припреме, који зависе од рецепата и стилова угоститељских локала или миксолога. Често се мења међусобни однос вотке и ликера, или се употребљавају ликери више произвођача. Такође, често се павлака промеша пре него што се дода у чашу, да би се згуснула.

### Варијанте
Постоји много варијанти овог коктела: „мадслајд“, „бољшевик“ или „плави Рус“ (с ирским кремом уместо павлаке или млека), „Ана Курњикова“ (назван по тенисерки, с обраним млеком уместо обичног, тј. „мршави бели Рус“), „бели Кубанац“ (с румом уместо вотке), „прљави Рус“ (с додатком чоколадног сирупа), „бели Мексиканац“ (с текилом уместо вотке), „бели Канађанин“ (с козјим млеком уместо крављег), „бели веган“ (са сојиним млеком уместо крављег).